# Ken Gushi
Ken Gushi (Okinawa, 19 settembre 1986) è un pilota automobilistico giapponese, in forza nel team statunitense GPP Scion Racing dove gareggia nel campionato americano di Formula D.

## Carriera
Ken imparò l'arte del drift da suo padre, all'età di 13 anni, alla guida di una Toyota Trueno AE86.
All'età di 16 anni debuttò negli Stati Uniti diventando il più giovane concorrente di D1 Gran Prix pur non avendo ancora preso la patente di guida stradale.
Il suo debutto ufficiale avvenne nel 2004 quando da primo qualificato per l'evento disputatosi a Road Atlanta non riuscì a raggiungere i primi sedici posti per la finale.
Nell'evento conosciuto come All International Drifting disputatosi dal 30 aprile al 2 maggio, Ken vinse il primo premio di 10.000 dollari.

## Risultati
- 2010: 15ª posizione con 252.50 punti
- 2011: 14ª posizione con 314.75 punti
- 2012: 12ª posizione con 196.50 punti (Stagione in corso)